# Giải bóng đá vô địch quốc gia Tajikistan 2011
Giải bóng đá vô địch quốc gia Tajikistan 2011 là mùa giải thứ 20 của Giải bóng đá vô địch quốc gia Tajikistan, giải bóng đá cao nhất của Liên đoàn bóng đá Tajikistan. Istiklol bảo vệ thành công chức vô địch khi đã giành danh hiệu mùa giải trước.

## Đội bóng
| Đội bóng                | Địa điểm     | Địa điểm                            | Sức chứa |
| ----------------------- | ------------ | ----------------------------------- | -------- |
| CSKA Pamir Dushanbe     | Dushanbe     | Sân vận động Central Republican     | 24.000   |
| Energetik Dushanbe      | Dushanbe     | Sân vận động Central Republican     | 24.000   |
| Guardia Dushanbe        | Dushanbe     | Sân vận động Politekhnikum          | 2.000    |
| Istiklol                | Dushanbe     | Sân vận động Central Republican     | 24.000   |
| Khayr Vahdat            | Vahdat       | Sân vận động Khair                  | 8.000    |
| Khujand                 | Khujand      | Sân vận động 20-Letie Nezavisimosti | 25.000   |
| Parvoz Bobojon Ghafurov | Ghafurov     | Sân vận động Furudgoh               | 5.000    |
| Ravshan Kulob           | Kulob        | Sân vận động Trung tâm Kulob        | 20.000   |
| Regar-TadAZ             | Tursunzoda   | Sân vận động Metallurg 1st District | 10.000   |
| Shodmon Ghissar         | Hisor        |                                     |          |
| Vakhsh Qurghonteppa     | Qurghonteppa | Sân vận động Tsentralnyi            | 10.000   |

## Bảng xếp hạng
| VT | Đội                   | ST | T  | H | B  | BT  | BB  | HS   | Đ   | Giành quyền tham dự hoặc xuống hạng |
| -- | --------------------- | -- | -- | - | -- | --- | --- | ---- | --- | ----------------------------------- |
| 1  | Istiqlol Dushanbe (C) | 40 | 35 | 3 | 2  | 130 | 16  | +114 | 108 | Cúp Chủ tịch AFC 2012               |
| 2  | Regar-TadAZ           | 40 | 30 | 5 | 5  | 108 | 29  | +79  | 95  |                                     |
| 3  | Ravshan Kulob         | 40 | 29 | 2 | 9  | 78  | 38  | +40  | 89  |                                     |
| 4  | Energetik Dushanbe    | 40 | 21 | 3 | 16 | 78  | 64  | +14  | 66  |                                     |
| 5  | Khayr Vahdat FK       | 40 | 17 | 3 | 20 | 61  | 59  | +2   | 54  |                                     |
| 6  | SKA-Pamir Dushanbe    | 40 | 16 | 4 | 20 | 65  | 69  | −4   | 52  |                                     |
| 7  | FK Khujand            | 40 | 15 | 6 | 19 | 56  | 72  | −16  | 51  |                                     |
| 8  | Vakhsh                | 40 | 15 | 5 | 20 | 43  | 51  | −8   | 50  |                                     |
| 9  | Parvoz                | 40 | 12 | 4 | 24 | 45  | 76  | −31  | 40  |                                     |
| 10 | Shodmon Ghissar       | 40 | 7  | 2 | 31 | 44  | 115 | −71  | 23  |                                     |
| 11 | Guardia Dushanbe      | 40 | 3  | 3 | 34 | 32  | 151 | −119 | 12  |                                     |